# Erb Range
Die Erb Range ist ein schroffer und bis zu 2240 m hoher Gebirgszug in der antarktischen Ross Dependency. Er ragt zwischen dem Kosco-Gletscher und dem Shackleton-Gletscher als Teil des Königin-Maud-Gebirges auf und erstreckt sich von den Anderson Heights nach Norden bis zum Mount Speed an der zum Ross-Schelfeis angrenzenden Dufek-Küste.
Luftaufnahmen entstanden bei der United States Antarctic Service Expedition (1939–1941). Der US-amerikanische Geophysiker Albert P. Crary (1911–1987) nahm als Leiter der US-amerikanischen Mannschaft zur Erkundung des Ross-Schelfeises im Zuge des Internationalen Geophysikalischen Jahres (1957–1958) Vermessungen vor. Das Advisory Committee on Antarctic Names benannte den Gebirgszug im Jahr 2008 nach Karl A. Erb, von 1998 bis 2007 Leiter des Polarprogramms der National Science Foundation.